# Notophthiracarus perlucundus
Notophthiracarus perlucundus är en kvalsterart som beskrevs av Wojciech Niedbała 2000. Notophthiracarus perlucundus ingår i släktet Notophthiracarus och familjen Phthiracaridae. Inga underarter finns listade i Catalogue of Life.